# Necrópolis paleocristiana de Pécs
La  necrópolis paleocristiana de la ciudad de Pécs  (antes llamada Sopianae) en el sur de Panonia en Hungría es la prueba de la presencia de una comunidad cristiana en el siglo IV. Los hipogeos, el mausoleo y los restos de capillas descubiertos y conservados en el terreno de la necrópolis constituyen una herencia excepcional de la comunidad paleocristiana. Se trata de una de las más importantes necrópolis fuera de Italia. El sitio está inscrito en la lista del Patrimonio de la Humanidad de la Unesco desde 2000. 
La necrópolis tiene cámaras de sepultura en dos niveles. Los frescos de San Pedro y San Pablo son únicos en Europa Central. Se encuentra también allí el fresco paleocristiano más antiguo que representa a la Virgen. Las construcciones se han seguido utilizando sin modificación hasta el final del siglo XVI, preservando así la arquitectura del sitio durante 1200 años. 